# ВСК-94
ВСК-94 (рос. Войсковой Снайперский Комплекс, Індекс ГРАУ — 6В8) — російська снайперська гвинтівка, створена на базі малогабаритного автомата 9А-91 для ведення снайперського безшумного й безполум'яного вогню.
Всі вузли автомата збережені, відмінність лише в наявності глушника і дерев'яного прикладу скелетного типу. Глушник не є інтегрованим у конструкцію, відповідно збережена можливість стрільби без нього (на відміну від ВСС). На стволі гвинтівки замість компенсатора виконана різьба під ПБС. Автоматика працює за рахунок енергії порохових газів, що відводяться з каналу ствола. Замикання каналу ствола здійснюється поворотом затвора під впливом спеціального вирізу затворної рами. Гвинтівка має автоматичний і одиночний режими вогню. Прапорець зміни режимів одночасно є і запобіжником. Знаходиться він з правого боку ствольної коробки.
Крім механічного прицілу, аналогічного 9А-91, гвинтівка комплектується оптичним прицілом ПСО-1, адаптованим під балістику використовуваних патронів з дозвуковою швидкістю кулі.
Для стрільби застосовуються спеціальні патрони СП-5, СП-6 і ПАБ-9.
Ефективний глушник значно знижує рівень звуку при пострілі і повністю виключає дулове полум'я. Це забезпечує потайливе знищення цілей на дальності до 400 м.

## Переваги
- Прийнятна дулова енергія.
- Висока пробивна здатність і вбивча сила кулі.
- Прицільна і ефективна дальність вогню цілком достатні для проведення спецоперацій на відкритій місцевості. Зручний приклад і адаптований оптичний приціл забезпечують хорошу влучність стрільби. Відсутність дульного полум'я і глушіння звуку пострілу дозволяють снайперові таємно працювати в безпосередній близькості від противника.
- Важка куля повільно втрачає кінетичну енергію. Це забезпечує високі вражаючі здібності навіть за межами максимальної дальності прицільного вогню. Малий вертикальний розмір дозволяє стрільцю щільно притискатися до землі.
- Глушник не містить змінних елементів, тому його ефективність не знижується досить довго в процесі стрільби.
- Гвинтівка стійка до запилення, і має надійність, аналогічну автоматові Калашникова.

## Недоліки
- Велика маса кулі і мала маса гвинтівки дають сильний відбій.
- Гвинтівка не є настільки безшумною. Робота деталей затворного механізму, що ляскають (особливо при стрільбі чергами) далеко чути, особливо в нічний час і при відсутності достатньо сильних фонових шумів. Гучність ВСК-94 — на рівні малокаліберної гвинтівки.
- При автоматичному режимі стрільби різко падає ефективність глушника, навіть у порівнянні з іншими гвинтівками даного типу.
- Дефіцитні боєприпаси. Крім того, їх значна вага істотно знижує боєкомплект, що носиться.
- Велика крутизна траєкторії польоту кулі обмежує ефективну дальність стрільби.

## Доповнення
На відміну від Винторез ВСК-94 має курковий ударно-спусковий механізм, — проте в цьому і полягає її основна перевага. Глушник (через його тип він не належить до приладів для безшумно-безполум'яної стрільби) нерозбірний (через що після стрільби його доводиться полоскати соляркою або бензином, а при попаданні всередину води з'являється іржа в рекордно короткі терміни) не має інтегрального з'єднання зі стволом зброї, ствол не має хромового покриття (хоча за рахунок цього має досить непогану купчастість (хромове покриття внаслідок електрохімічного способу нанесення не має рівномірної структури), однак мінусом відсутність хромового покриття є його малий ресурс). У цілому, ВСК-94 досить непогано зарекомендували себе в ході вторгнення росії в Чеченську Республіку Ічкерію.